# Toña Is
María Antonia "Toña" Is Piñera (Oviedo, 1966) es una exfutbolista y entrenadora de fútbol española. Tras entrenar al Pachuca Femenil de la Primera División Femenil de México en 2021, volvió a España, donde trabajó como policía municipal hasta 2024. Actualmente dirige a la Selección Femenina de Fútbol de Panamá. 
Del 2015 al 2019 fue la Seleccionadora nacional femenina de fútbol Sub-17. Fue la primera entrenadora de la Federación. En 2015 se convirtió en la primera mujer seleccionadora de fútbol en España. En 2018 ganó el Mundial femenino Sub-17.
Jugó en la Selección nacional absoluta de 1989 hasta los años noventa logrando la medalla de bronce en la Eurocopa de 1997.

## Biografía
Comenzó a jugar a fútbol con sus hermanos y amigos en el barrio de La Corredoria de Oviedo.  
"Jugaba en el barrio con mis hermanos y amigos, hasta que a los 14 años empecé a entrenar con un grupo de chicas para jugar un partido con motivo de las fiestas del barrio de La Corredoria".El equipo era el México de la Corredoria que pasaría a llamarse Tradehi y posteriormente Peña Azul, origen del Oviedo Moderno. 
Se incorporó a la selección nacional en 1989 hasta los años 90 defendiendo la camiseta de la selección en 33 partidos. Entre los partidos difíciles de olvidar en esta época el celebrado el 20 de marzo de 1994, cuando España venció por 17-0 a Eslovenia en la localidad gerundense de Palamós. Conquistó el tercer puesto en el Campeonato de Europa de Suecia y Noruega de 1997. 

### Entrenadora
Cuando colgó las botas no dejó el terreno de juego. Dirigió a las categorías inferiores del Oviedo Moderno y años después se convirtió en la primera mujer entrenadora de la Federación. Se proclamó campeona de Europa como ayudante de Pedro López en el Europeo de la categoría.
En 2018 su selección se proclamó campeona de Europa -en el 2017 había quedado subcampeona- y en diciembre de 2018 el Mundial sub-17 de fútbol femenino. Tras salir de la RFEF de forma poco amistosa, en 2021 fue contratada como entrenadora del Pachuca Femenil de la Primera División Femenil de México. Tras ocho meses, rescindió su contrato por motivos personales y volvió a España, donde no pudo continuar su carrera como entrenadora.
En julio de 2019 fue incluida por la FIFA entre las diez candidaturas al premio "The Best" a la mejor entrenador/a de la temporada 2018-19 en el fútbol femenino junto a Milena Bertolini, seleccionadora femenina italiana, Jill Ellis, seleccionadora estadounidense, Joe Montemurro entrenadora del Arsenal y Sarina Wiegman, seleccionadora de Holanda, Peter Gerhardsson, seleccionador sueco o Phil Neville, seleccionador femenino de Inglaterra.

## Vida personal
Es madre de la futbolista Paula Suárez.
Durante su etapa como jugadora ingresó en la Policía Local de Oviedo, compaginando su trabajo con su actividad deportiva. Pidió una excedencia para entrenar a la selección Sub-17 y, tras su retorno de México, se reincorporó a la fuerza policial.

## Premios y reconocimientos
- Medalla de bronce de Oviedo 2017